# Beloved (film, 1934)
Pour les articles homonymes, voir Beloved.
Pour plus de détails, voir Fiche technique et Distribution.
Beloved est un film américain en noir et blanc réalisé par Victor Schertzinger, sorti en 1934.

## Synopsis
À Vienne en 1838, le baron Franz von Hausmann élève son jeune fils Carl dans l'amour de la musique classique. Dix ans plus tard, Carl joue sa première composition en tant que violoniste. Mais son père est tué pendant la révolution, et Carl doit fuir avec sa mère en Caroline du Sud.

## Fiche technique
- Titre original : Beloved
- Réalisation : Victor Schertzinger
- Scénario : Paul Gangelin, George O'Neil
- Producteur : Carl Laemmle Jr., B. F. Zeidman
- Société de production : Universal Pictures
- Photographie : Merritt B. Gerstad
- Musique : Howard Jackson, Victor Schertzinger
- Pays de production :  États-Unis
- Format : noir et blanc - 35 mm - 1.37:1 - Son : Mono (Western Electric Noiseless Recording Sound System)
- Genre : drame musical
- Durée : 85 minutes
- Dates de sortie : 
  - États-Unis : 22 janvier 1934
  - France : 7 décembre 1934

## Distribution
- John Boles : Carl Hausmann
- Gloria Stuart : Lucy Tarrant Hausmann
- Morgan Farley : Eric Hausmann
- Ruth Hall : Patricia Sedley
- Albert Conti : Baron Franz von Hausmann
- Dorothy Peterson : Baronne Irene von Hausmann
- Edmund Breese : Major Tarrant
- Louise Carter : Mme Tarrant
- Anderson Lawler : Tom Rountree
- Richard Carle : Juge B. T. Belden
- Lucile Gleason : La duchesse
- Mae Busch : Marie
- Jimmy Butler : Charles Hausmann enfant
- Eddie Woods : Charles Hausmann
- Oscar Apfel : Henry Burrows
- Jane Mercer : Helen
- Lester Lee : Carl, 10 ans
- Mickey Rooney : Tommy
- Holmes Herbert : Lord Landslake
- Lucille La Verne : Mme Briggs
- Otto Hoffman : Dietrich
- Walter Brennan